# Danh sách đài truyền hình phát sóng UEFA Champions League
Dưới đây là danh sách đài truyền hình phát sóng UEFA Champions League, giải bóng đá cấp châu lục hàng đầu của châu Âu, cùng với Siêu cúp bóng đá châu Âu. Bắt đầu từ mùa giải 2021–22, ở giai đoạn vòng bảng, sẽ có hai trận đấu diễn ra lúc 18:45 CET (thay vì 18:55 như trước đây) và các trận còn lại, bao gồm cả các trận đấu vòng loại trực tiếp sẽ tiếp tục diễn ra lúc 21:00 CET.
UEFA bán quyền phát sóng mỗi ba mùa giải và cho phép các nhà thầu lựa chọn nhiều gói bản quyền mà UEFA sẽ điều tiết giữa truyền hình miễn phí và trả tiền theo thỏa thuận giữa UEFA và Liên minh châu Âu. Nếu gói bản quyền không bán được trong khung thời gian đề ra, UEFA có thể bán các gói bản quyền riêng cho các đài truyền hình pay-per-view.
Trận chung kết năm 2009 đã thu hút 109 triệu khán giả khắp thể giới, con số lớn kỷ lục trong cả giải, đồng thời thay thế trận Super Bowl trở thành sự kiện thể thao thường niên được theo dõi nhiều nhất.

## Các đơn vị phát sóng

### 2024–2027
| Lãnh thổ              | Đơn vị sở hữu bản quyền                            | Tham khảo                   |
| --------------------- | -------------------------------------------------- | --------------------------- |
| Albania               | Tring Vizion Plus                                  | [ 4 ] [ 5 ]                 |
| Andorra               | Movistar Plus+                                     | [ 6 ]                       |
| Úc                    | Stan Sport                                         | [ 7 ]                       |
| Áo                    | Canal+ Sky Sport                                   | [ 8 ] [ 9 ] [ 10 ]          |
| Belarus               | Okko                                               | [ 11 ]                      |
| Bỉ                    | RTL VTM Proximus Play Sports                       | [ 12 ] [ 13 ] [ 14 ] [ 15 ] |
| Bosnia và Herzegovina | Arena Sport                                        | [ 16 ]                      |
| Brazil                | SBT Warner Bros. Discovery                         | [ 17 ] [ 18 ]               |
| Bulgaria              | bTV Max Sport                                      | [ 19 ] [ 20 ]               |
| Canada                | DAZN                                               | [ 21 ] [ 22 ]               |
| Vùng Caribe           | Rush Sports                                        | [ 23 ]                      |
| Trung Quốc            | iQIYI                                              | [ 24 ]                      |
| Croatia               | HRT Arena Sport                                    | [ 16 ]                      |
| Síp                   | CYTA                                               | [ 24 ] [ 25 ]               |
| Cộng hòa Séc          | Nova Sport                                         | [ 24 ] [ 26 ]               |
| Đan Mạch              | Viaplay                                            | [ 27 ] [ 28 ]               |
| Cộng hòa Dominica     | Antena 7                                           | [ 29 ]                      |
| Phần Lan              | MTV                                                | [ 30 ]                      |
| Pháp                  | M6 [ i ] Canal+                                    | [ 31 ] [ 32 ]               |
| Đức                   | ZDF [ ii ] DAZN Prime Video                        | [ 33 ] [ 34 ]               |
| Hy Lạp                | MEGA Cosmote Sport                                 | [ 35 ] [ 36 ]               |
| Hồng Kông             | beIN Sports                                        | [ 37 ]                      |
| Hungary               | RTL Sport1                                         | [ 38 ] [ 39 ]               |
| Iceland               | Sýn Viaplay                                        | [ 27 ] [ 28 ]               |
| Tiểu lục địa Ấn Độ    | Sony Sports Network                                | [ 40 ]                      |
| Ireland               | Premier Sports Virgin Media TNT Sports Prime Video | [ 41 ] [ 42 ] [ 43 ] [ 44 ] |
| Ý                     | Sky Sport Prime Video                              | [ 45 ] [ 46 ]               |
| Nhật Bản              | WOWOW                                              | [ 47 ]                      |
| Kosovo                | RTK ArtMotion                                      | [ 16 ]                      |
| Liechtenstein         | SRG SSR Blue Sport                                 | [ 48 ] [ 49 ]               |
| Luxembourg            | Proximus                                           | [ 14 ]                      |
| Malta                 | PBS                                                | [ 24 ]                      |
| Mexico                | Caliente TV                                        | [ 50 ]                      |
| MENA                  | beIN Sports                                        | [ 51 ]                      |
| Moldova               | Jurnal TV                                          | [ 52 ]                      |
| Montenegro            | Arena Sport                                        | [ 16 ]                      |
| Myanmar               | Canal+                                             | [ 53 ]                      |
| Hà Lan                | Ziggo Sport                                        | [ 54 ]                      |
| New Zealand           | DAZN                                               | [ 55 ]                      |
| Bắc Macedonia         | Arena Sport                                        | [ 16 ]                      |
| Na Uy                 | TV 2                                               | [ 56 ]                      |
| Ba Lan                | TVP Canal+                                         | [ 57 ]                      |
| Bồ Đào Nha            | DAZN Sport TV                                      | [ 58 ]                      |
| Romania               | Digi Sport Prima Sport                             | [ 59 ] [ 60 ]               |
| San Marino            | Sky Sport Prime Video                              | [ 45 ]                      |
| Serbia                | Arena Sport                                        | [ 16 ]                      |
| Slovakia              | Nova Sport                                         | [ 26 ]                      |
| Slovenia              | Pro Plus Sport Klub                                | [ 24 ] [ 61 ] [ 62 ]        |
| Hàn Quốc              | SPOTV                                              | [ 63 ]                      |
| Đông Nam Á            | beIN Sports                                        | [ 37 ]                      |
| Tây Ban Nha           | Movistar Plus+                                     | [ 6 ]                       |
| Châu Phi Hạ Sahara    | SuperSport Canal+ Afrique New World TV             | [ 64 ] [ 65 ] [ 66 ]        |
| Thụy Điển             | Viaplay                                            | [ 27 ] [ 28 ]               |
| Thụy Sĩ               | SRG SSR Blue Sport                                 | [ 48 ] [ 49 ]               |
| Đài Loan              | ELTA                                               | [ 67 ]                      |
| Thổ Nhĩ Kỳ            | TRT                                                | [ 68 ]                      |
| Ukraina               | Megogo                                             | [ 69 ]                      |
| Vương quốc Anh        | BBC [ iv ] Prime Video TNT Sports                  | [ 43 ] [ 70 ] [ 71 ]        |
| Hoa Kỳ                | Paramount Global TelevisaUnivision                 | [ 72 ] [ 73 ]               |
| Uzbekistan            | Zo'r TV                                            | [ 74 ]                      |
| Việt Nam              | VTVcab Viettel [ v ]                               | [ 75 ] [ 76 ]               |

Ghi chú
1. ↑  Chỉ chung kết
2. ↑  Chỉ tóm tắt & chung kết
3. ↑  trừ Myanmar & Việt Nam
4. ↑  Chỉ tóm tắt
5. ↑  Độc quyền 74 trận đấu, trọn vẹn 5 trận bán kết và chung kết